# Ken's Bar
『Ken's Bar』（ケンズ・バー）は、平井堅の初めてのカバー・アルバム。 2003年12月10日にDefSTAR RECORDSから発売された。規格品番：DFCL-1122。

## 解説
1998年5月29日から始まったコンセプト・ライブ「Ken's Bar」の開店5周年を記念して、実際のライブの構成をスタジオ・レコーディングで再現、シンプルなアコースティック編成で制作されたコンセプト・カバー・アルバムである。スタンダード・ナンバーやオールディーズ・ナンバーなど、過去にライブ内で歌われたことのある楽曲を中心に、洋楽や邦楽、男女、時代を問わず、広く選曲されている。平井本人は演奏には参加しておらず、ボーカリストに徹している。レコーディングは東京、ニューヨーク、ロサンゼルス、ロンドンで、約半年をかけて行われた。
CD帯記載のコピーは、「good times, good music 聴きたい時に、そばにいる…」。歌詞ブックレットには、音楽ライター染野芳輝氏によるライナーノーツが掲載された。また、初回限定盤のみ特殊ダブル紙ジャケット仕様であった。また、同時発売されたDVD『MTV UNPLUGGED Ken Hirai』(DFBL-7059)とのダブル購入者向けに、抽選でスペシャル・グッズ（ダーツ）が当たる応募券が付いていた。
なお「Ken's Bar」開店10周年を迎えた2009年には、ブルースペックCD (Blu-spec CD) 仕様完全生産限定盤(DFCL-20007)として『Ken's Bar II』(DFCL-1504)と同時発売された。
アルバム・プロモーションの一環として、期間限定（12月9日〜12月14日）で当時港区西麻布にあったダイニングバー｢VERANDA｣に平井堅プロデュースの『Ken's Bar nishiazabu』をオープンした。またアルバム発売に前後して、「THE ROSE」がネスレ日本、「LOVIN' YOU」がオンワード樫山、「WHAT A WONDERFUL WORLD」がソニーのCMで一斉に使用された。
「見上げてごらん夜の星を」は、本アルバムから唯一、新規のミュージック・ビデオが制作され、2004年11月に発売されたPV集『Ken Hirai Films Vol.7』(DFBL-7063)にのみ収録されている。なお、2003年1月に米国本土で収録された「MTV UNPLUGGED」では坂本の「上を向いて歩こう」をカバーしている。

## 収録曲
1. Open（1分3秒）
  - バーへ向かう客の情景を表現したSE。
2. even if（instrumental）（3分47秒）
  - 作曲：平井堅　編曲・ピアノ演奏：Peter Cincotti
  - 「Ken's Bar」のテーマソングと云えるシンボル的な楽曲。1998年の第1回から「バーボンとカシスソーダ」のタイトルで披露されていた[3]。2000年に11枚目のシングルとして期間限定発売された。
3. THE ROSE（4分43秒）
  - 作詞・作曲：Amanda McBroom　編曲・ピアノ演奏：塩谷哲
  - アメリカ映画『The Rose』でベット・ミドラーが歌った1979年の楽曲。1991年公開のジブリ映画『おもひでぽろぽろ』主題歌として、高畑勲監督訳詞による日本語歌詞版「愛は花、君はその種子」が都はるみの歌唱で使用された。
  - ネスカフェ プレジデント TVコマーシャルソング
4. ONE DAY（4分9秒）
  - 作詞・作曲：桑田佳祐　編曲・ピアノ演奏：鈴木大
  - 桑田佳祐率いるKUWATA BANDの1986年の楽曲。同バンドのラスト・シングル。
5. LOVIN' YOU（4分6秒）
  - 作詞・作曲：Minnie Riperton・ Richard Rudolph　編曲・ギター演奏：saigenji
  - ミニー・リパートンの1975年の楽曲。
  - MISIAがライブでカバーを披露して「LOVE IS THE MESSAGE」でCD化。
  - オンワード樫山 ヴァニラコンフュージョン[4] TVコマーシャルソング
6. WHAT A WONDERFUL WORLD（2分18秒）
  - 作詞・作曲：George David Weiss・Bob Thiele　編曲・ギター演奏：Juana Molin
  - ルイ・アームストロングの1967年の楽曲。森公美子（日本語詞）や槇原敬之・BEGIN（英語詞）等のカバーがある。
  - SONY ハンディカム PC300K TVコマーシャルソング
7. You've Got A Friend（3分33秒）
  - 作詞・作曲：Carole King　編曲・ギター演奏：Paul Jackson Jr.　ボーカル：Lalah Hathaway
  - キャロル・キングの1971年の楽曲。『つづれおり』収録。発売直後のライブ[注 3]ではCrystal Kayを招いて共演した。
  - 2005年11月23日（コンピレーション・アルバム『歌バカ』発売日）に平井堅がDJを務めたJ-WAVE系列のラジオ特番にゲスト出演した山崎まさよしと、番組内で共演した。なお、同学年でデビューも1995年という同期の二人は、それぞれが公の場でカバーしたことのある共通の楽曲がいくつか存在する。例として、「FAITH」[注 4]「あなたに会えてよかった」[注 5]「Just the Two of Us」[注 6]「SWEET MEMORIES」[注 7]などが挙げられる。
8. Intermission（41秒）
  - 作曲：平井堅　編曲・ピアノ演奏：鈴木大
  - 幕間に流れるBGMと位置づけられたInstrumental曲。
  - 後に詞がつけられ「センチメンタル」という曲名で6thアルバム『SENTIMENTALovers』に収録された。
9. 大きな古時計（5分43秒）
  - 作詞・作曲：Henry Clay Work　日本語詞：保富康午　編曲・ピアノ演奏：矢野顕子
  - ヘンリー・クレイ・ワークが1876年に発表したアメリカのポピュラー・ソング。
  - 『第53回NHK紅白歌合戦』歌唱曲。モデルになったと言われている時計[注 8]のあるアメリカ・マサチューセッツ州グランビーから中継で歌った[注 9]。
  - au EZ 「着うた」 TVコマーシャルソング
10. FAITH（2分55秒）
  - 作詞・作曲：George Michael　編曲：坂井“Lambsy”秀彰・石成正人
  - ジョージ・マイケルの1987年の楽曲、ファースト・アルバム『Faith』収録。
11. When You Wish Upon A Star（3分58秒）
  - 作詞：Ned Washington　作曲：Leigh Haline　編曲・ピアノ演奏：クリヤ・マコト
  - 1940年のディズニー映画『ピノキオ』挿入歌。
  - 邦題は「星に願いを」。矢沢永吉・山下達郎・CHAGE and ASKA等のカバーがある。
  - 2009年にリリースされたディズニー映画楽曲をR&Bカヴァーしたコンピレーション・アルバム『Mellow Disney -R&B Revisited-』にも収録された[5]。
12. ABC（3分28秒）
  - 作詞・作曲：Freddie Peeren・Alphonso Mizell ・Berry Grody ・ Deke Richards
  - 編曲：石成正人・大神田智彦・坂井“Lambsy”秀彰・鈴木大
  - ジャクソン5の1970年の楽曲。ロックの殿堂の「ロックを形作る500曲」に選ばれている。
13. Don't Know Why（3分9秒）
  - 作詞・作曲・編曲・ギター演奏：Jesse Harris
  - ノラ・ジョーンズの2002年の楽曲。
  - 第45回グラミー賞・最優秀アルバム賞『Come Away With Me』収録曲[注 10]。
14. Close（40秒）
  - 家路へ向かう客の情景を表現したSE。
15. 見上げてごらん夜の星を（3分56秒）
  - 作詞：永六輔　作曲：いずみたく　編曲：本間昭光
  - 伊藤素道とリリオ・リズム・エアーズ の1960年の楽曲。多くの歌手がカバーしているスタンダード。
  - オリジナルの音源に最新技術を用いてオーバーダブを施し、坂本とデュエットをしているような仕上がりになっている[6]。
  - 平井曰く、「M-14で一旦ステージが終わり、アンコールで再び登場したような位置づけの曲」だという。
  - 『第54回NHK紅白歌合戦』歌唱曲[注 11]

## 演奏
- ピーター・シンコッティ：ピアノ (#2)
- 塩谷哲：ピアノ (#3)
- 鈴木大：ピアノ (#4.8.12)
- saigenji：アコースティック・ギター (#5)
- ファナ・モリーナ：アコースティック・ギター (#6)
- ポール・ジャクソン・ジュニア.：アコースティック・ギター (#7)
- レイラ・ハサウェイ：ボーカル (#7)
- 矢野顕子：ピアノ (#9)
- 石成正人：アコースティック・ギター (#10.12)
- 坂井“Lambsy”秀彰：パーカッション (#10.12)
- クリヤ・マコト：ピアノ (#11)
- 伊丹雅博：アコースティック・ギター (#11)
- 海沼正利：パーカッション (#11)
- 佐藤“HACHI”恭彦：ウッドベース (#11)
- 大神田智彦：ウッドベース (#12)
- ジェシー・ハリス：アコースティック・ギター (#13)
- Tony Scherr：ウッドベース (#13)
- 本間昭光：ピアノ (#15)
- 坂本九：ボーカル (#15)
- 美久月千晴：ウッドベース (#15)
- 古川昌義：アコースティック・ギター (#15)
- 三沢またろう：パーカッション (#15)
- 飯田高広：シンセサイザー (#15)
- 朝川朋之：ハープ (#15)
- NAOTOストリングス：ストリングス (#15)
- ただすけ：フルート (#15)
- 佐野聡：トロンボーン (#15)

## ライブ「Ken's Bar」
ライブ「Ken's Bar」とは、アルコール飲料やソフトドリンクを飲みながら音楽を聴く、大人の空間を演出したコンセプト・ライブである。第1回公演は、ONAIR Okubo PLUSにて1998年5月29日に開催された。オリジナル・アルバム発売後に開催されるような、大規模なコンサート・ツアーが実施されない年であっても、「Ken's Bar」に関してはほぼ毎年開催されている。7月（夏季）や12月（冬季）頃に開催されることが多く、単発公演の場合と全国ツアーが組まれる場合の2パターンがあり、ファンクラブ会員限定イベントとして行われたこともある。
「Ken's Bar」ではない通常のコンサート公演でも、合間に“Mini Ken's Bar”と題したコーナーが設けられることがある（例としては、2005年の「Ken Hirai 10th Anniversary Tour」や2008年の「Ken Hirai Live Tour 2008 "FAKIN' POP"」など）。
会場はスタート当初は少人数スペースであったが、2005年12月には東京ドームで開催されるなど、開催規模が大きくなっていった。しかし、会場が変わっても必ずテーブル席が用意されてドリンク・コーナーが設けられるなど、スタート時からの崩せないコンセプトは必守している。
「Ken's Bar」では、積極的にカバーが行われる点も特徴である。基本的には、本人が歌いたい楽曲やお気に入りの楽曲、リスナーへ紹介したい楽曲が中心だが、リクエストを募った年もある（2002年公演など）。
アルコールが絡む演出上、2006年・冬の名古屋公演では、開催後に飲酒運転取締りの検問が実施されることが事前に公表された。「運転の方はお酒でなく、僕の歌声で酔ってください」と平井堅自らが観客に呼びかけるシーンもあった。なお、違反者はゼロであったと後日、スポーツ新聞に掲載されている。
「Ken's Bar」開店10周年を迎えた2008年から2009年にかけて、「Ken's Bar 10th Anniversary Christmas Eve Special!」（横浜アリーナ、2008年12月24日開催）と「Ken's Bar 10th Anniversary Valentine Special!」（大阪城ホール、2009年2月14日開催）という記念公演が行われた。
ライブの模様は開催から程なく、衛星放送などで録画放送されることがある。また、完全生中継される年もある。過去にステージの模様がDVDなどで映像ソフト化されたことがなかったが、ライブ「Ken's Bar」10周年を迎えた2009年に初めて映像ソフト化された。2009年5月27日発売の『Ken's Bar II』初回限定盤（DFCL-1502/3）封入DVD-Videoの他、単独DVDソフトとして『Ken Hirai Films Vol.11 Ken's Bar 10th Anniversary』（DFBL-7123）と『Ken's Bar 10th Anniversary Christmas Eve Special!』（Blu-ray Disc、DFXL-8）が同年6月10日に同時発売された。
「Ken's Bar」開店15周年を迎えた2013年から2014年にかけて、「Ken's Bar 15th Anniversary Special! Vol.1」（日本武道館、2013年5月30日開催）や「Ken's Bar 15th Anniversary Special! Vol.4」（さいたまスーパーアリーナ、2014年5月28日開催）など、数回の記念公演が開催された。
詳細は平井堅#コンセプト・ライブ「Ken's Bar」参照

## 関連作品
- even if
gaining through losing（オリジナルヴァージョン）
Ken Hirai 10th Anniversary Complete Single Collection '95-'05 歌バカ（オリジナルヴァージョン）
- 大きな古時計
シングル「大きな古時計」カップリング曲（英語ヴァージョン「Grandfather's Clock」）
LIFE is...（シングルヴァージョン）
Ken Hirai 10th Anniversary Complete Single Collection '95-'05 歌バカ（シングルヴァージョン）